# X.com
X.com foi um banco online fundado por Elon Musk em Novembro de 1999 que depois se fundiu com PayPal.

## Modelo de negócios
X.com foi um dos primeiros bancos virtuais do mundo, e os depósitos eram segurados pelo FDIC. A empresa foi inicialmente fundada por Musk e seu mentor de negócios Greg Kouri, que depois veio a fundar, com Musk, a Tesla e SpaceX.

## História
Em Março de 2000, X.com fundiu-se com Confinity, seu maior concorrente. A nova empresa foi chamada de X.com. Musk era seu maior acionista e foi apontado como CEO. Também iniciado em 1999, o produto da Confinity, PayPal, permitiu aos usuários que possuem PalmPilot a enviarem dinheiro um a outro através de suas portas infravermelhas. Subsequentemente, Paypal passou a permitir que os usuários enviassem dinheiro por email e pela web.
Em Setembro de 2000, Musk foi substituído por Peter Thiel, cofundador da Confinity. Em Junho de 2001, X.com foi rebatizada como PayPal.
Em 5 de Julho de 2017, Musk recomprou o domínio X.com da PayPal. Ele depois explicou que comprou o website porque "ele tem um grande valor sentimental".
Em 14 de Julho de 2017, X.com estava de novo online, consistindo de uma página branca com um "x" no canto superior esquerdo, e uma página de erro mostrando um "y".
Depois, Musk deu um uso funcional para X.com, ao redirecionar os visitantes para o website do The Boring Company, o qual ele também possui. Isso foi feito para fazer propaganda da venda de bonés.
X.com não mais redireciona para o site do The Boring Company, tendo revertido-se a seu estado anterior com um "x" no canto superior esquerdo.
Em 14 de Setembro de 2018, X.com exibe uma mensagem onde se lê "This site is under construction."
No dia 23 de Julho (domingo) o famoso bilionário Elon Musk postou uma foto de um X contra um fundo preto e com um tema de espaço sideral e twittou: "Em breve nos despediremos da marca Twitter e, gradualmente, de todos os pássaros."
No dia 24 de Julho o novo logotipo da rede social, um "X". A letra substitui o famoso pássaro azul. O X azul já está visível para quem loga a rede pelo computador nesta segunda.